# Dharmanath
Dharmanath appelé aussi Dharamnath ou plus simplement Dharma est le quinzième Tirthankara, le quinzième Maître éveillé du jaïnisme, de notre époque. Son nom vient du mot dharma qui en sanskrit signifie: religion, car dès que sa mère fut enceinte, ses parents, un roi et une reine, furent portés vers des actes religieux pieux et inhabituels; ces pratiques continuèrent une fois que Dharmanath eut vu le jour. Il naquit à Ratnapuri, dans l'Uttar Pradesh actuel, en Inde. Il fut roi à son tour, puis devint ascète et moine. Il a atteint l'éveil, le nirvana comme vingt autres Tirtankaras au Mont Sammeda dans l'état du Jharkhand. Son symbole est la foudre (vajra).
Le temple jaïn Śvetāmbara de Kochi, aussi appelé "Temple de Dharmanath", a été construit par des jaïns venus du Gujarat au début du XXe siècle.